# Biersommelier
Ein Biersommelier (weibliche Form: Biersommelière) ist ein Experte für die Beurteilung von Bieren. Der Ausdruck Sommelier ist an die Verwendung als Weinkenner oder Mundschenk angelehnt.

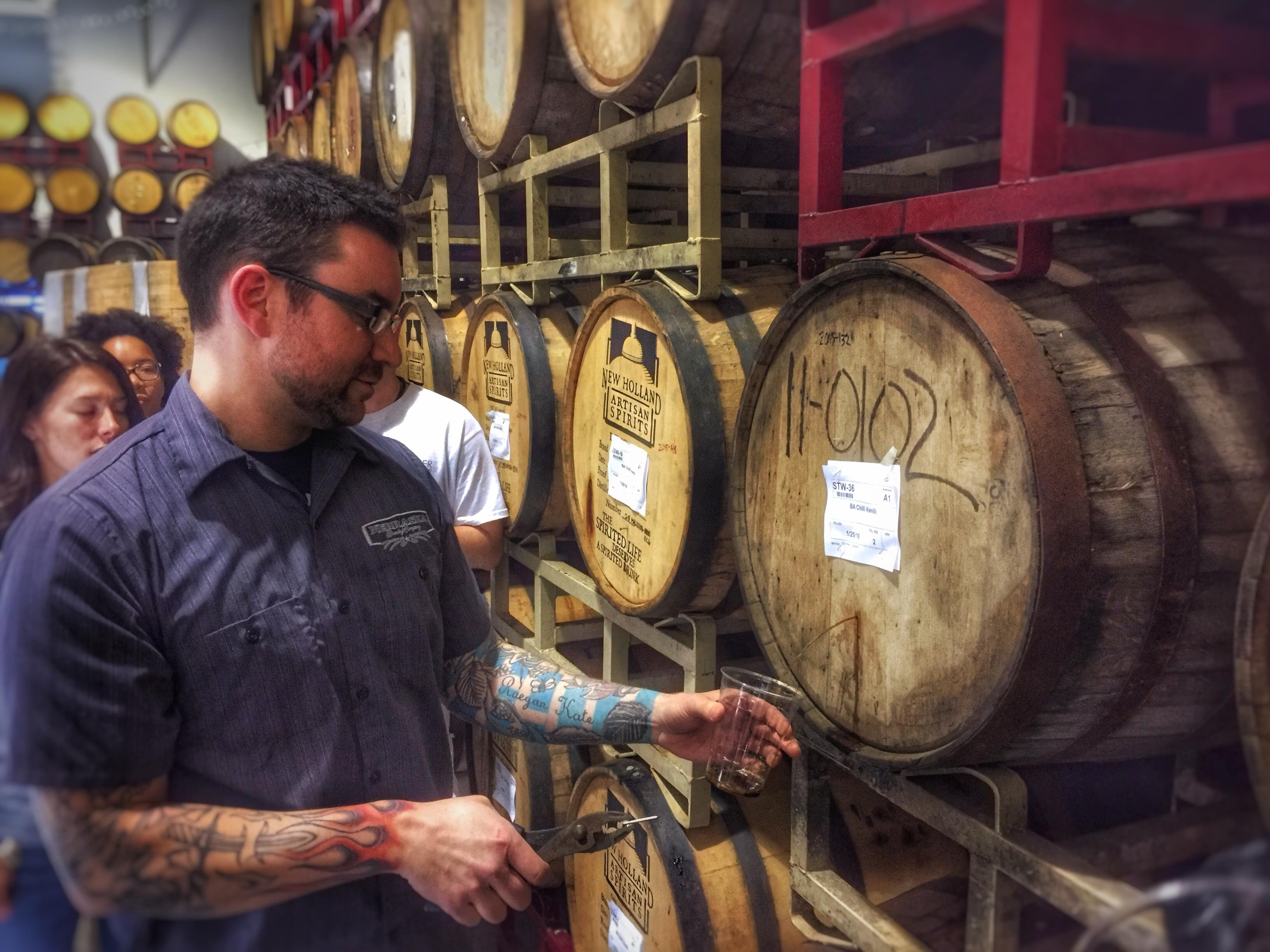
Ein Biersommelier bei der Arbeit (in einer Brauerei in Nebraska)

## Tätigkeit
Biersommeliers arbeiten überwiegend bei Brauereien, in der Getränkeindustrie bzw. im Getränkefachhandel oder in Restaurants.
Der Biersommelier berät Kunden einer Brauerei, Einkäufer, Gäste und Gastronomen. Zu den Kompetenzen zählen Aussagen zum Herstellungsprozess eines Bieres sowie Empfehlungen der passenden Biersorte zu Speisen. Für Gastronomen soll ein Biersommelier die Bierkarte zusammenstellen und den Koch bei Rezepten mit Bier beraten. Auch die Qualität des ausgeschenkten Bieres fällt in die Zuständigkeit eines Biersommeliers.

## Lehrgänge
Der Begriff Biersommelier ist nicht geschützt und auch kein anerkannter Ausbildungsberuf. Angeboten werden Lehrgänge, in denen die Grundlagen der Präsentation und der Verkostung von Bier vermittelt werden. Dazu gehören Kenntnisse auf den Fachgebieten Brauprozess, Rohstoffkunde, Biergeschichte, Bierstile, Bierpräsentation, Biermarkt, Schanktechnik, „Food Pairing“ (Bierbegleitung zum Essen), Fehlaromen-Erkennung (Sensorik-Training), Lebensmittelrecht sowie Bier und Gesundheit.
Der Österreicher Axel Kiesbye, damals Braumeister der Trumer Privatbrauerei, bietet seit dem Jahr 2001 Lehrgänge zum Diplom-Sommelier an. In Deutschland startete im Jahr 2004 in der Nähe von München ein entsprechender Kurs in Zusammenarbeit mit der Doemens Akademie. Die Doemens Akademie bietet nach eigenen Angaben, Stand Januar 2021, Biersommelier-Lehrgänge in 17 Ländern auf vier Kontinenten an. Die Deutsche BierAkademie bietet seit 2013 Lehrgänge zum Biersommelier an, seit 2020 auch als Online-Kurs zum International Beer Sommelier. Seit 2021 gibt es zudem einen kombinierten Kurs zum Bier- und Edelbrandsommelier an der VLB Berlin. Kurse zum Biersommelier dauern eine Woche und die zum Diplom-Sommelier zwei Wochen. Der Online-Kurs der Deutschen BierAkademie geht über 16 Wochen.
Anbieter zu Weiterbildungen der Bierverkostung außerhalb des deutschsprachigen Raumes sind zum Beispiel das Beer Judge Certification Program und das Cicerone Certification Program.

## Wettbewerbe
In Deutschland gibt es eine Deutsche Meisterschaft der Biersommeliers, die seit 2009 von der Doemens Academy in Gräfelfing ausgerichtet wird. Die Schweizer Meisterschaft der Bier-Sommeliers wird vom Schweizer Brauereiverband (SBV) organisiert. Bei den Österreichischen Staatsmeisterschaften der Sommeliers für Bier wird neben dem Preisträger auch das Team für die Biersommelier-Weltmeisterschaft ermittelt.
Die Weltmeisterschaft der Sommeliers für Bier ist eine zweijährlich ausgetragene Veranstaltung. Zur ersten Weltmeisterschaft 2009 kamen 47 Sommeliere aus fünf Ländern nach Sonthofen; Weltmeister wurde Karl Schiffner. Im Jahr 2019 nahmen 80 Konkurrenten aus 19 Ländern teil; Elisa Raus wurde die erste Frau, die eine Biersommelierweltmeisterschaft gewann.

## Öffentlichkeit

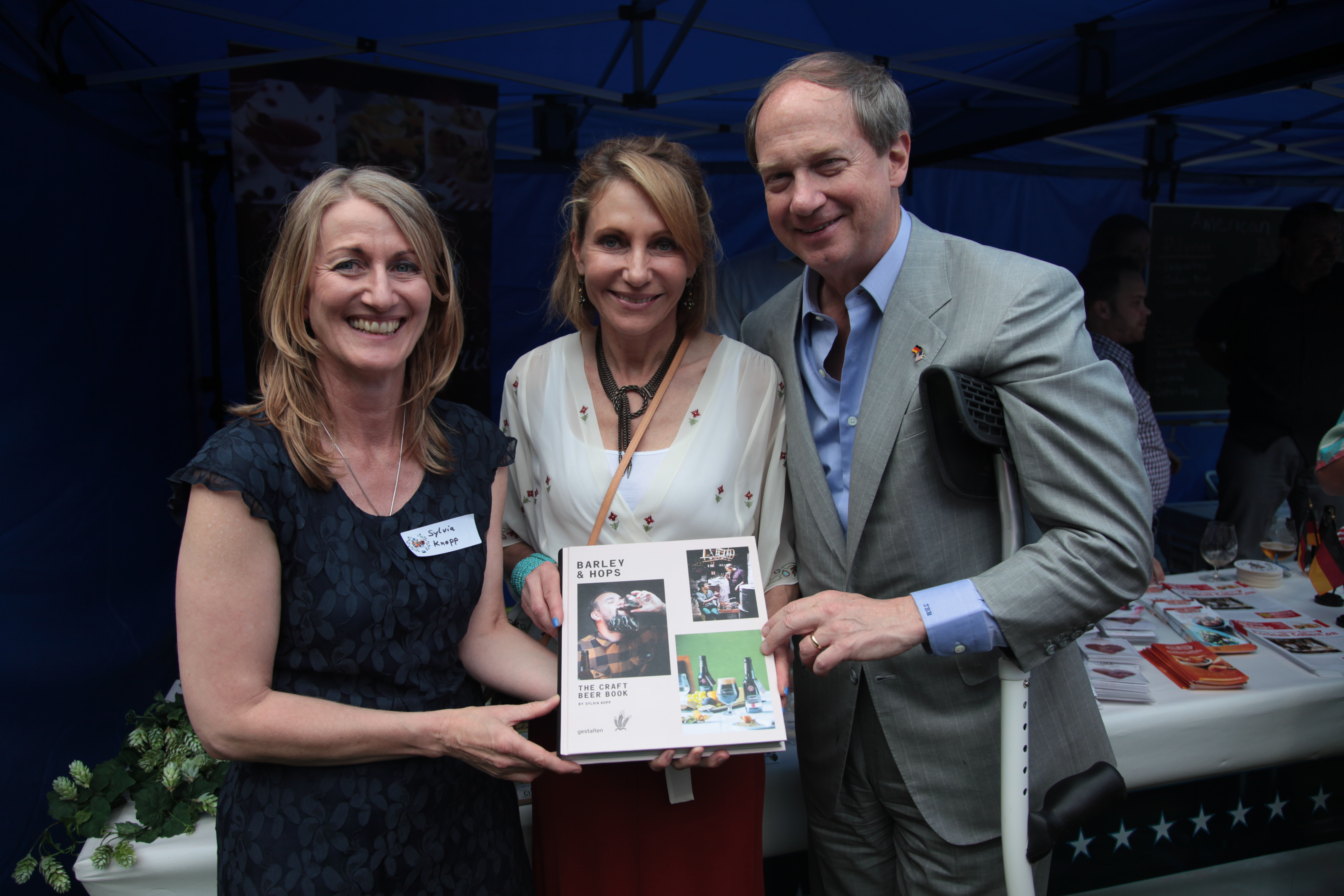
Biersommelière Sylvia Kopp (links) mit den Eheleuten Emerson auf einer Craft Beer Veranstaltung der US-Botschaft in Berlin (2015)

Biersommeliere waren Gäste in Fernseh- und Radiosendungen, wie der erste Weltmeister 2009 Karl Schiffner und zwei Jahre später sein Nachfolger Sebastian Priller bei TV total Karl Zuser im März 2022 mit einer Sendung auf LT1 und Barbara Frank bei einem australischen Radiosender von SBS.
Fernsehsendungen, die sich ganz dem Thema widmen, sind The Beersommelier mit dem belgischen Buchautor und Biersommelier Ben Vinken auf Vitaya in den 2010er Jahren und Beer-tastic mit dem „Bierpapst“ Conrad Seidl auf Anixe+ in den 2020er Jahren. Hitradio Ohr widmete dem Biersommelier eine Folge der Sendereihe Berufe mit Geschichten.
Mehrere Biersommeliere sind Buchautoren, wie Nina Anika Klotz, Markus Raupach und Sepp Wejwar.